# اوسکورنیه

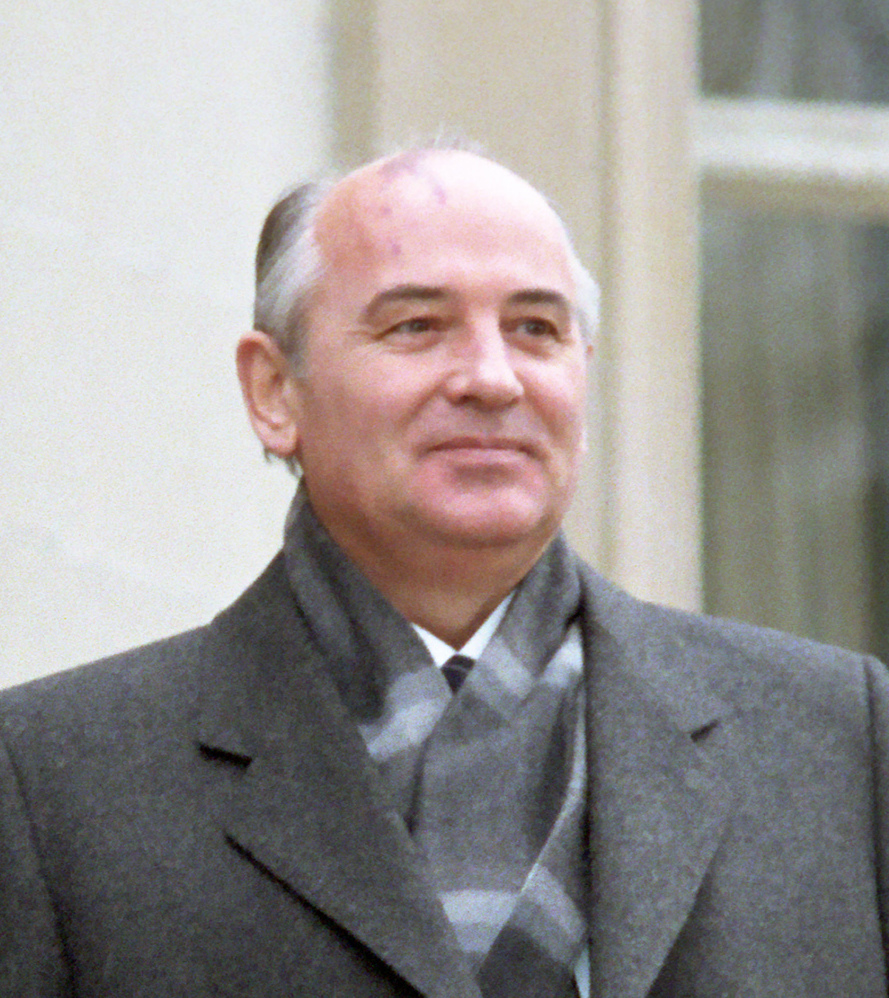
میخائیل گورباچوف

اوسکورنیه (به انگلیسی: Uskoreniye)، (به روسی: ускорение، تلفظ: IPA: ʊskɐrʲenʲɪɪ)؛ (به معنی شتاب)، شعار و سیاست اعلام شده توسط دبیرکل حزب کمونیست اتحاد جماهیر شوروی، میخائیل گورباچوف در تاریخ ۲۰ آوریل ۱۹۸۵ در پلنوم حزب شوروی، با هدف تسریع توسعه اجتماعی و اقتصادی اتحاد جماهیر شوروی بود. این اولین شعار مجموعه ای از اصلاحات بود که شامل پرسترویکا (بازسازی)، گلاسنوست (شفافیت) و دموکراتیزاسیون بود.
در ماه مه ۱۹۸۵، گورباچف در لنینگراد سخنرانی کرد و طی آن اعتراف کرد که کاهش توسعه اقتصادی و عدم انطباق استانداردهای زندگی را پذیرفته‌است. این نخستین‌بار در تاریخ بود که یک رهبر شوروی این کار را انجام داده بود.
این برنامه در بیست‌وهفتمین کنگره حزب کمونیست در گزارش گورباچف به کنگره، که در آن او در مورد «پرسترویکا», «اوسکورنیه»، «عامل انسانی»، «گلاسنوست» و «گسترش خزراسچیت» (تجاری‌سازی) شتاب در برنامه‌ریزی بر اساس پیشرفت فنی و علمی، بازسازی صنایع سنگین (مطابق با پیش‌فرض اقتصاد مارکسی در خصوص اولویت در توسعهٔ صنایع سنگین در تقابل با صنعت سبک) برنامه‌ریزی شده بود، با در نظر گرفتن «عامل انسانی» و افزایش رشته کار و مسئولیت بود. در عمل، با استفاده از انتشار عظیم پولی که به صنعت سنگین وارد شده بود، اقتصاد را به بی‌ثباتی و به‌ویژه اختلاف زیادی بین پول نقد و پول کاغذی مجازی که در صورت نقدی بدون نقدی استفاده می‌شود (بدون اسکناس) بین شرکت‌ها و دولت و در میان شرکت‌ها سوق داد.
در نهایت سیاست «تسریع» ناکام شد، که در ژوئن سال ۱۹۸۷ در پلنوم حزب به‌طور واقعی پذیرفته شد و شعار «ماکرونیه» به نفع «بازسازی» (بازسازی کل اقتصاد) بلندپروازانه به پایان رسید.